# Heinrich Göckel
Heinrich Göckel (* 15. April 1883 in Dietzenbach; † 3. Januar 1948 Langen) war ein hessischer Politiker (NSDAP) und ehemaliger Abgeordneter des Landtags des Volksstaates Hessen in der Weimarer Republik und Bürgermeister Langens in der Zeit des Nationalsozialismus.

## Familie und Beruf
Heinrich Göckel war der Sohn des Landwirts Georg Göckel und dessen Frau Elisabeth, geborene Knecht. Er war mit Anna Katharina, geborene Görich, verheiratet.
Heinrich Göckel war Landwirt in Langen.

## Politik
Heinrich Göckel trat zum 1. Dezember 1931 in die NSDAP ein (Mitgliedsnummer 762.614) und gehörte von 1931 bis 1933 dem Landtag an. 1933 bis 1934 war er zunächst kommissarisch, von 1934 bis 1945 regulär Bürgermeister von Langen. Ab 1933 war er Kreisbauernführer. 
Am 11. November 1938, einen Tag nach dem Novemberpogromen 1938 und der Brandstiftung in der Synagoge in Langen, ließ er jüdische Bürger und Familien gewaltsam zum Amtsgericht bringen und unter Androhung von Gewalt nötigen, vorgefertigte Verträge zu unterschreiben, mit denen sie ihr Haus oder Grundbesitz verkauften (siehe Arisierung). Göckel nötigte eine Familie, einen Acker besonders billig an seinen Schwiegersohn zu verkaufen. Mit diesem zusammen bewirtschaftete Göckel einen Bauernhof.
Nach dem Zweiten Weltkrieg wurde Heinrich Göckel im Rahmen eines Spruchkammerverfahrens Mitwirkung an der Verfolgung politischer Gegner 1933 und den Brandstiftungen der Reichspogromnacht vorgeworfen. 
Göckel starb Anfang 1948 vor Prozessbeginn.